# Harold Varmus
Harold Elliot Varmus, FRS, ameriški celični biolog in virolog, nobelovec, * 18. december 1939, Oceanside, New York, ZDA.
Za svoje delo na področju retrovirusnih onkogenov je leta 1989 skupaj z J. Michaelom Bishopom prejel Nobelovo nagrado za fiziologijo ali medicino, poleg nje pa tudi več drugih priznanj. Od leta 1993 se ukvarja z upravljanjem javnih raziskovalnih ustanov na področju medicinskih raziskav v ZDA.

## Življenje in delo
Rodil se je judovskim staršem poljskega rodu in odraščal v Freeportu. Po zgledu očeta je leta 1957 vpisal študij medicine na Kolidžu Amherst (Massachusetts), a se je med študijem preusmeril v filozofijo in jezikoslovje. Po diplomi je dobil štipendijo za študij angleščine na Harvardu, kjer pa se mu je vrnilo zanimanje za medicino, zato je odšel na Univerzo Columbia. Prve izkušnje z znanstvenim delom je pridobil tekom študija na Columbii, ko se je pridružil Nacionalnim inštitutom za zdravje (National Institutes of Health, NIH) kot sodelavec za klinične raziskave. Tam so s sodelavci preučevali regulacijo izražanja genov pri bakterijah.
Po doktoratu je odšel na Univerzo Kalifornije, San Francisco kot podoktorski sodelavec pri J. Michaelu Bishopu. Na UCSF je kmalu postal predavatelj in do leta 1979 napredoval v rednega profesorja. Z Bishopom sta pričela z raziskavami onkogenov - elementov DNA, ki povzročajo tumorje, pod predpostavko, da so to normalen del gostiteljeve DNA kot posledica okužbe v evolucijski zgodovini, ki jih sprožijo drugi karcinogeni (sevanje, kemikalije, drugi virusi ipd.). V sklopu teh raziskav sta s sodelavci razvozlala nekatere značilnosti življenjskega cikla retrovirusov in njihovo delovanje na onkogene, ki sproži spremembe v kontroli celičnega cikla, s tem pa lahko povzroči rakave spremembe pri gostiteljskih organizmih, vključno s človekom.
Leta 1993 je bil imenovan za direktorja Nacionalnih inštitutov za zdravje. Kljub temu, da pred tem ni imel izkušenj z upravljanjem tako velikih organizacij, se je pod njegovim vodstvom proračun NIH podvojil; zaradi njegovih uspehov pri zagotavljanju politične podpore temeljnim medicinskim raziskavam in taktnega ravnanja s kontroverznimi temami, kot so raziskave matičnih celic pri človeških zarodkih, ga je eden od komentatorjev označil za »najučinkovitejšega politika iz ozadja, kar jih je ustvarila Clintonova administracija«. Svoj vpliv je izkoristil tudi za prizadevanje za prost dostop javnosti do izsledkov znanstvenih raziskav in je še danes eden najpomembnejših zagovornikov gibanja. Leta 1999 je sprejel mesto predsednika in izvršnega direktorja raziskovalne ustanove Memorial Sloan–Kettering Cancer Center v New Yorku, leta 2010 pa ga je takratni predsednik Barack Obama imenoval za direktorja Nacionalnega inštituta za raka (National Cancer Institute, NIC), kjer je deloval do marca 2015, ko je odstopil z namenom nadaljevati raziskave kot vodja laboratorija na medicinski fakulteti Univerze Cornell. Obama, ki ga je Varmus med predvolilno kampanjo leta 2008 javno podprl, ga je imenoval tudi v svoj svetovalni odbor za znanost in tehnologijo.
V zasebnem življenju je aktiven v organizaciji Transportation Alternatives, ki se zavzema za izboljšanje pogojev za pešce in kolesarje v New Yorku, tudi sicer pa je navdušen rekreativec. Od leta 1969 je poročen s Constance Casey, imata dva sinova, Jacoba in Christopherja.

## Priznanja
Za svoje delo na področju retrovirusnih onkogenov je prejel več priznanj, večinoma skupaj s sodelavcem Bishopom. Med najpomembnejšimi so nagrada Alberta Laskerja za temeljne medicinske raziskave (1982), Nobelova nagrada za fiziologijo ali medicino (1989) in nacionalna medalja znanosti (2001).
Poleg tega je bil izvoljen za člana več akademskih inštitucij, med njimi Kraljeve družbe iz Londona (kot tuji član) in Nacionalne akademije znanosti ZDA.